# Platia Navarinou
Die Platia Navarinou (griechisch Πλατεία Ναυαρίνου ‚Navarino-Platz‘) ist ein Platz in Griechenlands zweitgrößter Stadt Thessaloniki.  Er ist nach der Schlacht von Navarino im Jahre 1827 benannt, einer entscheidenden Schlacht im Griechischen Unabhängigkeitskrieg (1821–1829).

## Lage
Die Platia Navarinou liegt an der Fußgängerzone Odos Dimitriou Gounari, die umgangssprachlich oft Platia Navarinou genannt wird, obwohl diese nur einen kleinen Teil von ihr ausmacht. Die Odos Dimitriou Gounari verbindet den Uferboulevard Leoforos Nikis mit der Rotunde und quert dabei die Odos Ioanni Tsimiski und die Odos Egnatia.

## Geschichte
Die Geschichte des Platzes geht auf die römische Zeit zurück. Auf dem Platz befinden sich die freigelegten Ruinen des Palastes des römischen Kaisers Galerius. Die Hauptausgrabung wurde in den 1950er und 1960er Jahren durchgeführt. Spätere Ausgrabungen ergaben, dass das Gebiet bereits in hellenistischer Zeit bebaut war. Daneben ist der Standort des nicht erhaltenen Hippodroms, wo sich in der Regierungszeit von Theodosius I. das Massaker von Thessaloniki ereignete.

## Heute
Die Platia Navarinou ist verkehrsberuhigt und im Wesentlichen dem Fußverkehr vorbehalten. Das Straßenniveau liegt höher als die freigelegten Ruinen, die für Passanten von allen vier Seiten von oben einsehbar sind. Neben Mauerresten sind auch kunstvolle Fußbodenmosaike aus römischer Zeit zu sehen. Die Restaurierung der Überreste des Palastes begann 1993, wurde 2006 abgeschlossen und 2008 mit einem Europa-Nostra-Preis ausgezeichnet.
Heute ist die Platia Navarinou ein beliebter Treffpunkt, insbesondere unter der studentischen Bevölkerung der Stadt. In der Mitte des Platzes befindet sich der Brunnen mit dem „pfeifenden Jungen“, ein Werk von Nikolaos Pavlopoulos (1909–1990).

## Bildergalerie

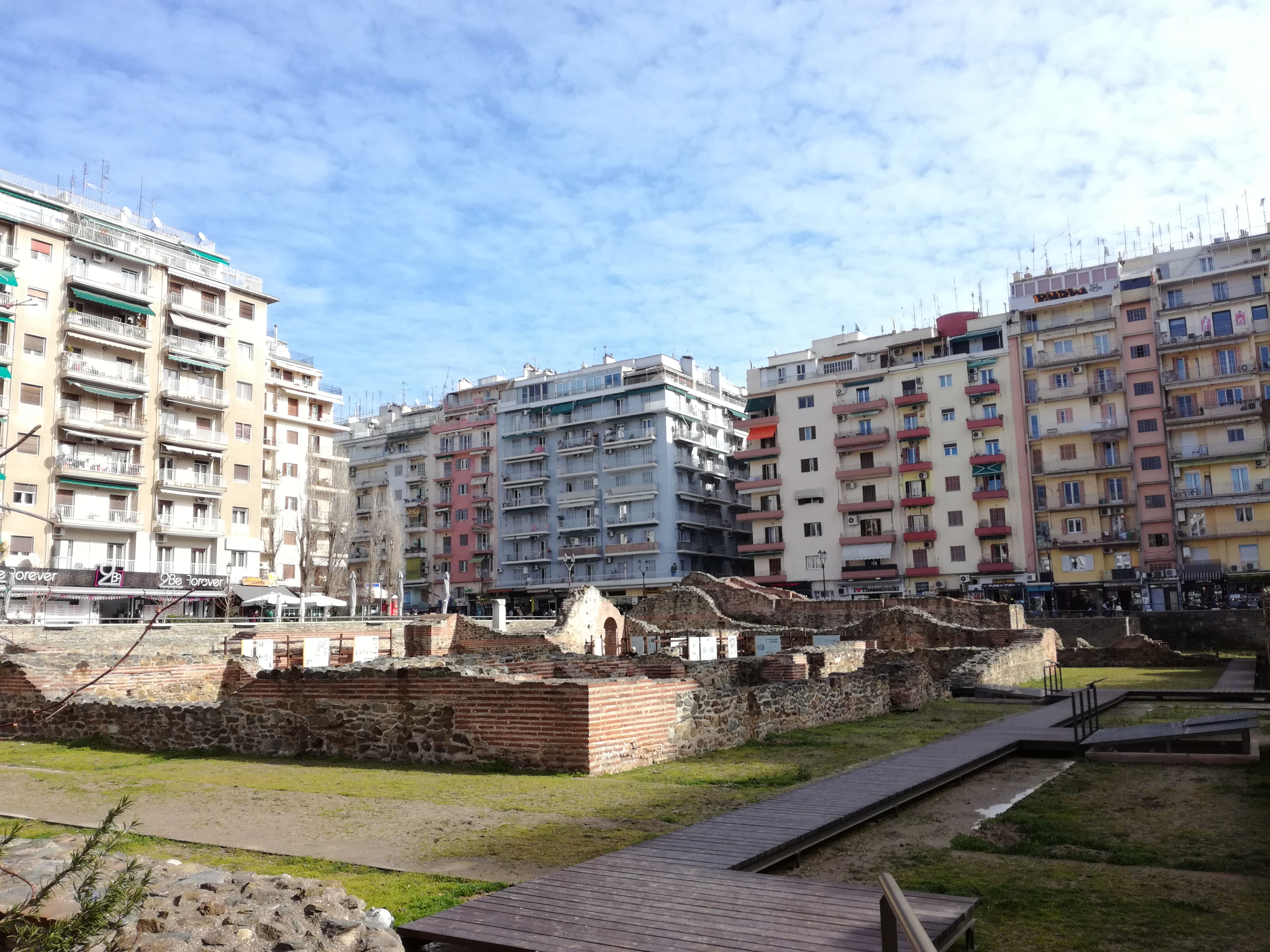
Ruinen des Galerius-Palastes
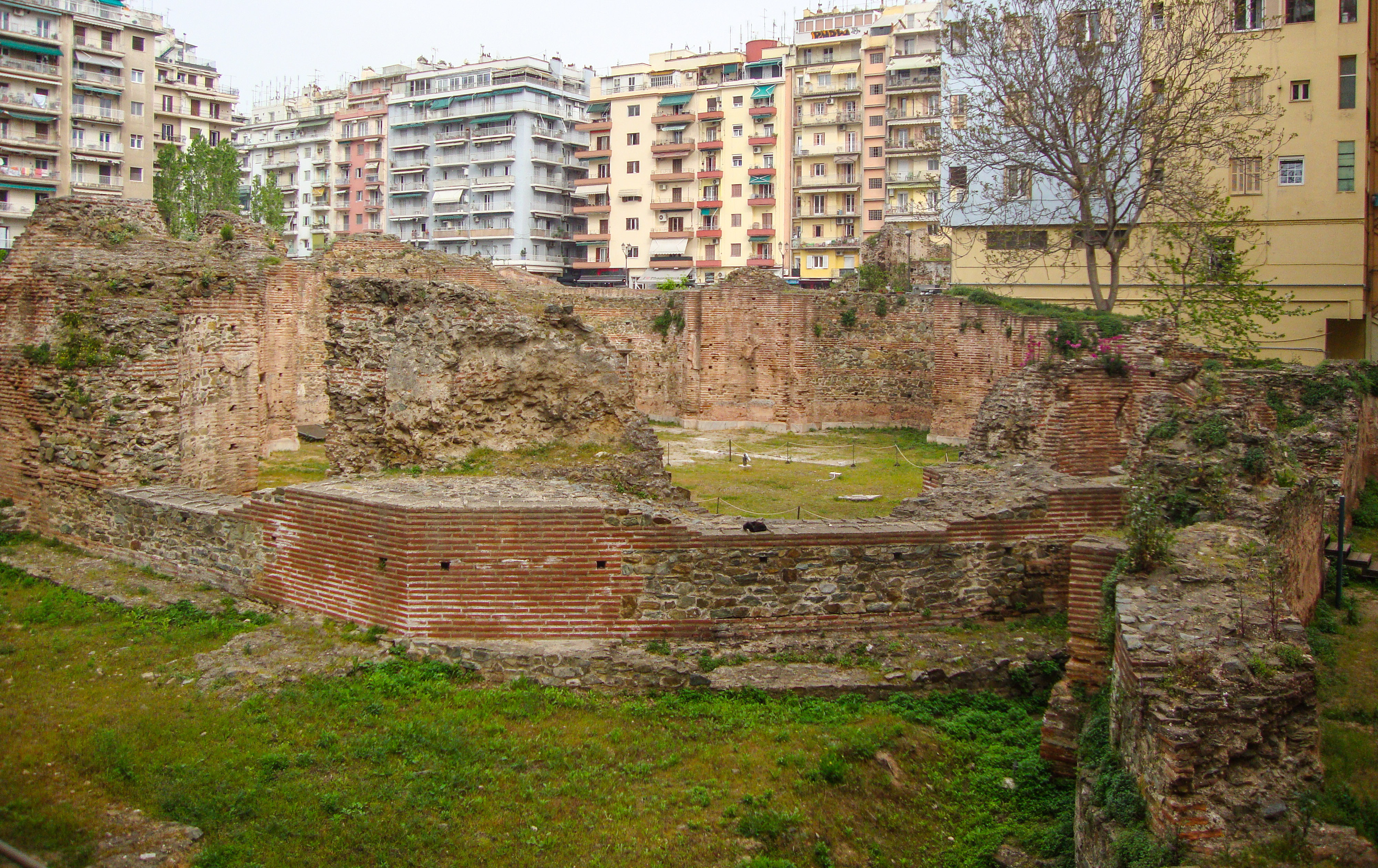
Ruinen des Galerius-Palastes
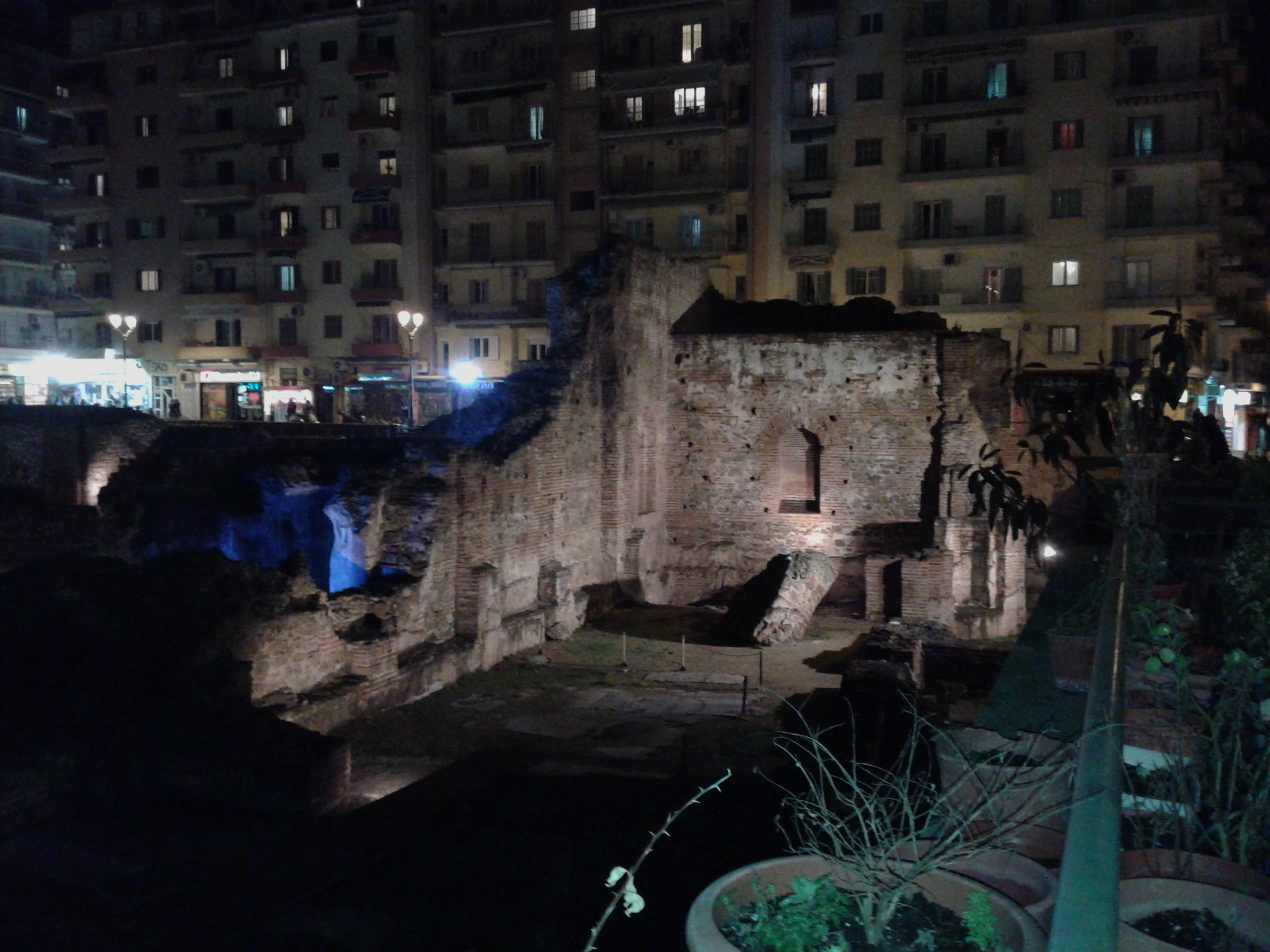
Ansicht bei Nacht
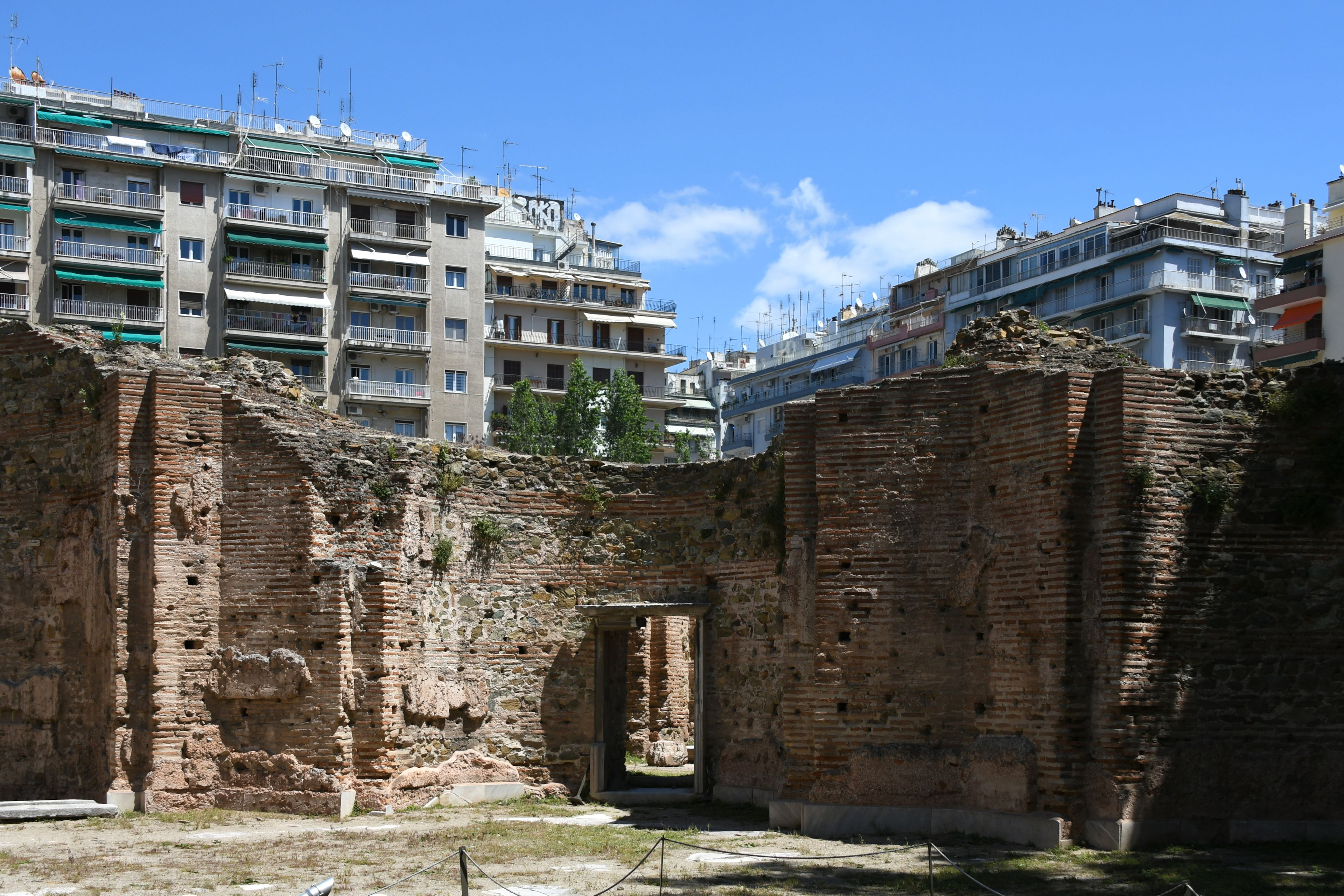
Nahansicht
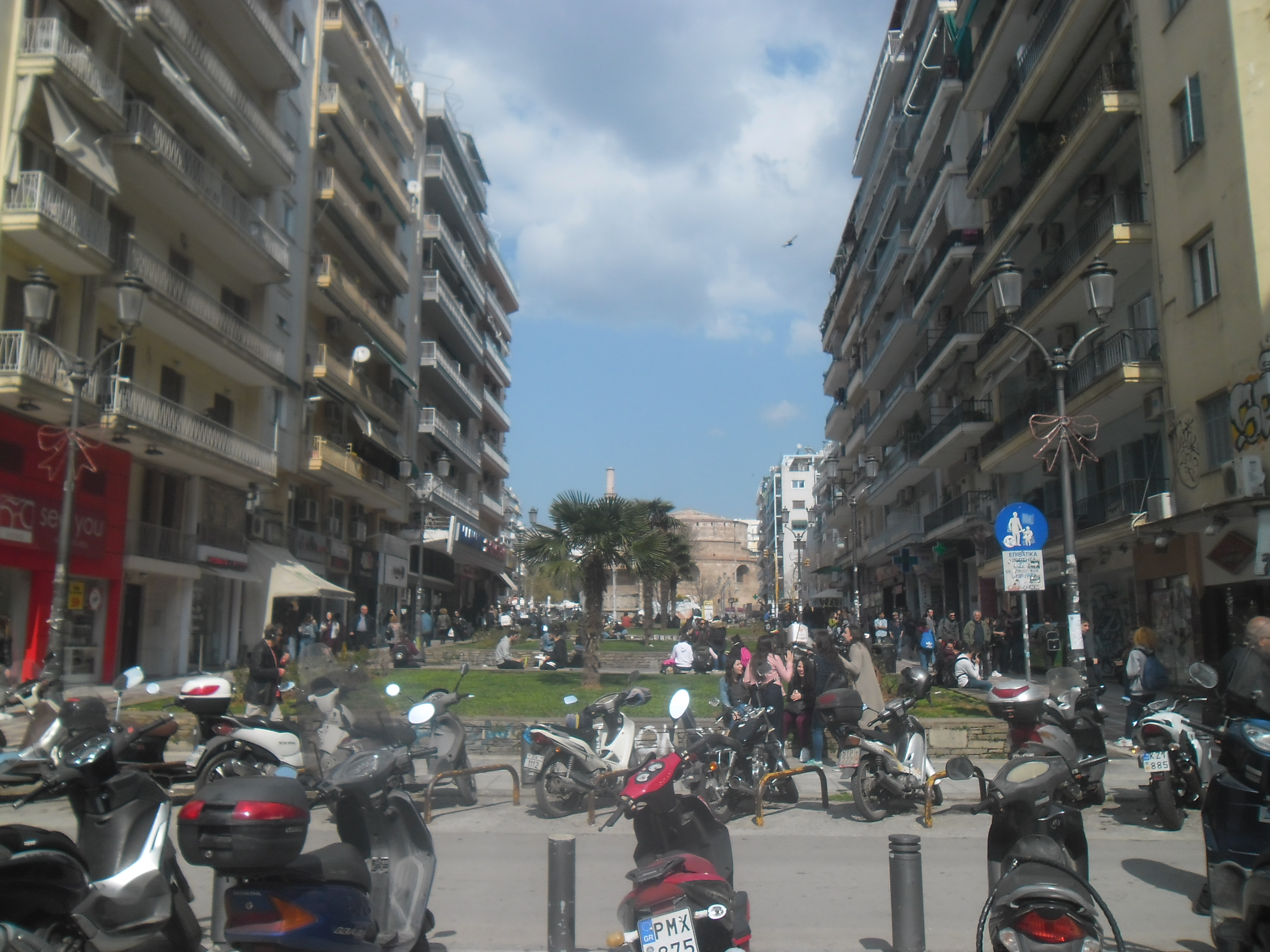
Der Platz mit Blick zum Galeriusbogen und zur Rotunde
Der Brunnen mit dem pfeifenden Jungen (1960)